# Philodicus propinquus
Philodicus propinquus là một loài ruồi trong họ Asilidae. Philodicus propinquus được Bromley miêu tả năm 1938. Loài này phân bố ở miền Ấn Độ - Mã Lai.